# Агого (музыкальный инструмент)
Агого (порт. agogô) — бразильский народный музыкальный инструмент, имеющий африканское происхождение. Исполняет ведущую роль в создании ритмической полифонии в кандомбле, капоэйре, макулеле и карнавальной самбе.

## Конструкция
Представляет собой два, три или четыре колокольчика без языков, соединенных металлической изогнутой ручкой. Колокольчики имеют разные размеры, поэтому издают звуки разной высоты. Звук извлекается ударами деревянной или металлической палочкой по колокольчикам. Иногда изготавливался из надпиленной скорлупы кокосовых орехов, посаженных на деревянную рукоять.

## Этимология
Слово agogô на африканском языке йоруба обозначает колокол. На языке народа наго (Nagô), относящегося к племенам йоруба и попавшего в Бразилию из африканского королевства Кету (современный Бенин), слово «akokô» значит часы или время, а также звук, издаваемый любым металлическим музыкальным инструментом.

## Распространение и названия в Африке
Итальянский капуцин Кавацци первым из европейцев описал такой инструмент в отчётах о своей миссии в Анголе в XVI веке.
Этот инструмент, по-английски называемый double-bell, а по-французски cloches, широко распространён в Африке среди многих народностей семьи банту.
Народы лунда и чокве называют его «рубэмбе» (Rubembe), а в провинции Кабинда он известен как «чингонго» (Chingongo). У других народов банту носит название «нгонже́» (Ngongê) или «нгонго» (Ngongo).
В Дагомее, Нигерии и Судане двойной колокольчик называется «нгомбе» (Ngombe).

## В Бразилии
В Бразилию агого был завезён рабами из Анголы, Конго и Мозамбика. Изначально в Бразилии агого использовался в культах кандомбле в Баие и Шанго в Пернамбуку. Позже стал употребляться в афро-бразильских ритмах «маракату» (порт. Maracatu) в Пернамбуку, где носил название «гонге́» (gonguê), «ган» (gan, gã) или «шерэ» (xeré).
В афробразильских религиозных культах кандомбле агого принадлежит Ориша Огум (Orixá Ogum) и может называться «ган» (Gã). Является сакральным предметом и перед применением должен пройти ритуал очищения, который состоит из омовений листьями, травой, подношений растений, животных и минералов для обретения «жизненной силы» (axé), необходимой для её обмена с духами при трансе инициированных.
В Баие агого был введён народностью йоруба. Позже агого стал использоваться в макумбах Рио-де-Жанейро, в игре капоэйры в Баие и Рио-де-Жанейро, в макулеле. 
Кроме этого, агого применяется афро-блоками[неизвестный термин] «афошэ» (afoxé), а также в ритмах «ижеша» (ijexá) и «агере́» (aguerê).

## Роль ритма агого
В кандомбле агого ведёт главные линии ритма, ориентирует атабаке (а их в ритуалах используется три) в музыкальном пространстве и обладает статусом «маэстро» в перкуссионном ансамбле. Однако, до настоящего времени ни в одном исследовании о музыке кандомбле не встречается точная классификация руководящего ритма агого в организации музыкального сопровождения и его связь с ритуалами.
Ритмический рисунок, исполняемый агого, является основой полиритмичной структуры бразильской карнавальной самбы в Рио-де-Жанейро и Сан-Паулу и незаменим в игре капоэйры и макулеле.
Агого не входит в состав аккомпанемента самбы де рода, в которой основную линию ритма выполняют пандейру и тарелка-нож.

## В современной рок-музыке
Дэвид Бирн, основатель группы Talking Heads, использовал агого при записях альбомов и на концертах.
Агого выполняет важную роль в барабанных соло Нила Пирта на концертах группы Rush. Ещё один пример употребления этого инструмента — композиция «Addicted To Drugs» группы Kaiser Chiefs. Соло агого можно также услышать в песне «Daft Punk Is Playing at My House» LCD Soundsystem.